# 香港事務顧問
香港事務顧問（簡稱港事顧問）是中華人民共和國政府為更廣泛地徵求香港各界人士對香港實現平穩過渡、保持繁榮穩定的意見和要求，以國務院港澳事務辦公室和新華社香港分社的名義決定聘請有關人士擔任港事顧問，任期至1997年6月30日，即香港回歸前。
中國政府自1992年3月先後聘請四批合共187人為港事顧問，他們以個人名義受聘，主要來自工商事業界別最上層的人士。人選方面只挑選中央認同的人物，因而缺乏反對意見。
另一方面，由於聘書由中共中央政治局常委、國務院總理李鵬親自頒發，港事顧問成為了中央認同的標籤，使不少不獲得聘任的人士以各種方式謀求獲得聘任。例如，前香港城市大學校長鄭耀宗就曾因為香港理工大學校長潘宗光獲聘而自己未有受聘而召開記者招待會抗議，引起其他人效尤，結果使中央多次需要擴大港事顧問團的團體。馮檢基曾因此揶揄這批人，戲稱他們為「講是顧問」或「房事顧問」。

## 港事顧問名單
第一批（44人，1992年3月11日聘請，1994年3月2日續聘43人）
黃保欣　方黃吉雯　安子介　朱幼麟　李國寶　李福善　李嘉誠　吳康民　邵友保　邵逸夫　胡法光　胡應湘　查濟民　唐一柱
唐翔千　　列顯倫　徐四民　徐是雄　徐展堂　陳日新　曹宏威　梁振英　張永珍　黃志祥　黃宜弘　程介南
鄔維庸　　曾憲梓　閔建蜀　董建華　廖本懷　廖瑤珠　鄭維健　鄭耀棠　劉定中　劉皇發　霍英東　鄺廣傑　鍾士元
簡福飴　　羅康瑞　羅德丞　譚惠珠　釋覺光
第二批（49人，1993年4月1日聘請，1995年5月4日續聘48人）
林百欣　王英偉　伍淑清　阮北耀　李兆基　　李明堃　李連生　李業廣　李鵬飛　吳光正　吳家瑋　吳清輝　邵善波　

馬　力　胡經昌　侯瑞培　夏利萊　倪少傑　陳文裘　陳永棋　陳樺碩　陳婉嫻　陳耀華　梁定邦　梁愛詩　高　錕
郭志權　郭炳湘　郭鶴年　黃良會　　黃紹倫　黃景強　黃學海　曹光彪　張人龍　張佑啟　張鑑泉　溫嘉旋　曾鈺成
楊耀忠　蔣　震　鄭裕彤　潘國濂　　劉兆佳　劉漢銓　謝志偉　謝國民　鍾逸傑　譚耀宗
第三批（50人，1994年5月26日聘請）
王紹爾　尹　林　田北俊　　包陪慶　江紹倫　杜葉錫恩　李秀恆　李啟明　李國章　李澤鉅　岑才生　利國偉　何冬青
何鍾泰　余國春　林貝聿嘉　郁德芬　周厚澄　屈　超　　施子清　洪清源　唐英年　陳乃強　陳文鴻　陳協平　陳萬雄
陳潤根　許賢發　高苕華　　梁秉中　梁欽榮　梁錦松　　張家敏　張炳良　黃　霑　葉天養　曾慶文　曾澍基　馮檢基
楊孫西　蔡偉石　鄭明訓　　鄭海泉　鄭耀宗　鄧兆棠　　潘宗光　劉江華　霍震寰　鍾期榮　鍾瑞明
第四批（45人，1995年4月28日聘請）
方　鏗　丘福雄　李乃堯　李　宗　李宗德　李東海　李健鴻　李家祥　李倫傑　李樂詩　吳文拱　吳連烽　吳思遠
吳樹熾　何　弢　何承天　呂　辛　呂明華　周子京　侯叔祺　施學概　陳立志　陳弘毅　陳金烈　陳祖澤　唐鏡升
黃士心　黃守正　黃定光　黃金富　黃國礎　張妙清　許冠文　莊紹綏　梅嶺昌　程介明　馮志堅　費明儀　葉國華
楊啟彥　趙世彭　劉榮廣　廖烈科　謝中民　饒餘慶

## 另見
- 香港地區事務顧問
- 香港親共人士
- 香港地區全國人大代表
- 香港地區全國政協委員